# مؤسسة وستار
مؤسسة وستار منظمة غير ربحية أسسها روبرت فنك في 1985 اشتهرت لدعمها الحلقة الدراسية عن يسوع. هدفها تطوير وتقدم العلم الديني. تعتبر من أهم المنظمات الداعمة للمسيحية التقدمية كما يظهر من أعضائها مثل كارن أرمسترونغ وريتشارد هولواي وجون دومينيك كروسان.
تتبع المؤسسة دار نشر Polebridge Press تصدر عدة كتب وثلاث مجلات هي:
- Forum تطبع مقالات مختصة
- Westar Seminar Papers تطبع أوراق وأبحاث من اجتماعات وحلقات المؤسسة
- The Fourth R مجلة للعامة

## مواقع خارجية
- موقع مؤسسة وستار